# Help Is on the Way
«Help Is on the Way» — первый сингл с пятого альбома американской панк-рок группы Rise Against. Песня записывалась в The Blasting Room, Форт-Коллинс, Колорадо. Текст песни посвящён последствиям урагана Катрина и разливу нефти на Deepwater Horizon. Текст песни был написан вокалистом Тимом Макилротом, а музыка — коллективно всей группой.
17 января 2011 года состоялась премьера на радио KROQ, а 25 состоялся релиз песни как сингла с Endgame.
Макилрот был вдохновлён на написание «Help Is on the Way» во время поездки в Новый Орлеан. В городе он посетил несколько районов, затронутых ураганом Катрина, а затем, затопленных. Макилрот отметил, что его критика влияния правительства Соединённых Штатов на различные стихийные бедствия повлияла на тексты.
Женевьева Коски из The A.V. Club отметила, что текст может относиться к любой сложной ситуации, но песня в основном фокусируется на урагане Катрина и разливе нефти Deepwater Horizon, а также на их влиянии на побережье Мексиканского залива в Соединенных Штатах и в Новом Орлеане. Тим поддерживает чистый вокал на протяжении большей части песни, но временно переключается на крик во время моста.

## Появление в медиа и оценки
Мнения критиков о «Help Is on the Way» разделились. Эван Люси из Billboard писал, что песня «достаточно занижена, чтобы привлечь внимание на радио и в ней достаточно взрывчатого вещества, чтобы порадовать преданных поклонников Rise Against». Роб Паркер из NME сказал, что «Help Is on the Way» и трек из Endgame «This Is Letting Go» «смогли сохранить идеальный баланс между панк-яростью и мелодичностью, не теряя при этом личность фронтмена Тима Макилрота».
Мнения Женевьевы Коски и Стивена Гидена из The A.V. Club были разделены. Коски восхваляла мощную лирику, в то время как Гиден отметил песню как «Ничего из себя не представляющую». Томас Нассиф из AbsolutePunk написал, что «Help Is on the Way» был одним из слабых моментов из альбома, критикуя гитарные риффы и сравнивая текст сингла с текстом другой песни Rise Against «Re-Education (Through Labor)». Джоги Фэйеклауд из CraveOnline сильно критиковал песню, заявив, что она «страдает от мягкости, парализует и повторяется», и в итоге подвел итог как «абсолютно вялая».
«Help Is on the Way» на сегодняшний день является одним из самых успешных синглов Rise Against. Она попала во множество чартов. В Alternative Songs, Rock Airplay и Hot Rock Songs она достигла второго места. В Mainstream Rock Songs и Heatseekers Songs сингл достиг 9 места, в Rock Digital Song Sales — 13. «Help Is on the Way» — единственная песня Rise Against, попавшая в Hot 100, в котором она достигла 89 места. Также песня попала в Canadian Hot 100 (45 место), Hot Canadian Digital Song Sales (31 место), UK Rock and Metal (Official Charts Company) (19 место), Australia Heatseekers (ARIA) (10 место) и Czech Republick (Modern Rock) (4 место).

## Видеоклип
На песню был снят видеоклип. Продюсером клипа был Алан Фергюсон. Клип снимался в Новом Орлеане. В клипе показана семья афро-американцев, которая спасалась от наводнения, вызванного ураганом Катрина. Сначала они были вынуждены перебраться на чердак, а затем и на крышу своего дома. Клип заканчивается сообщением с поощрением пожертвований и ссылкой на сайт активизма группы.
В клипе нет участников группы, так как они решили, что их присутствие будет отвлекать от сообщения, содержащегося в клипе. Это решение было оценено критиками. Например, Кэти Хэсти из HitFix написала, что «Группа отправилась за артефактом правды».

## Чарты
| Чарт                                | Высшая позиция |
| ----------------------------------- | -------------- |
| Alternative Songs (Billboard)       | 2              |
| Rock Airplay (Billboard)            | 2              |
| Hot Rock Songs (Billboard)          | 2              |
| Mainstream Rock Songs (Billboard)   | 9              |
| Heatseekers Songs (Billboard)       | 9              |
| Rock Digital Song Sales (Billboard) | 13             |
| Hot 100 (Billboard)                 | 89             |
| Canadian Hot 100                    | 45             |
| Hot Canadian Digital Song Sales     | 31             |
| UK Rock and Metal                   | 19             |
| Australia Heatseekers               | 10             |
| Czech Republick (Modern Rock)       | 4              |